# Bolognaprocessen
Bolognaprocessen er en reformproces for videregående uddannelser, der er startet i Europa. Målet er at skabe et rum for højere uddannelse i Europa (European Higher Education Area – forkortet EHEA). Indenfor dette rum skal der ske en konvergering af uddannelsessystemernes strukturer, sådan at mobilitet og den gensidige anerkendelse uddannelser kan øges. Et vigtigt skridt i denne retning er etablering af sammenlignelige læringsmål i de deltagende lande.
Danmark (Dansk Ingeniørforening og STUS) tog allerede i 1971 med rapporten "Planlægning og styring af undervisning og uddannelse" som det første land initiativ til at introducere 3+2+3 systemet uden for GB og USA.
Initiativet blev videreført i et samarbejde mellem  Industrirådet og Undervisningsministeriet i 1984-85. Begge initiativer blev ledet af dr. Hans Bruno Lund.
Bolognaprocessen blev startet i 1999, hvor undervisningsministre fra 29 lande underskrev Bologna-erklæringen. I den første erklæring blev målet sat til 2010, og de første aktionslinjer blev udpeget.

## Før Bologna
Bolognaprocessen blev startet med underskrift af 31 undervisningsministre fra 29 lande i 1999. Mødet blev, som erklæringens navn antyder, afholdt i Bologna i anledningen af 900-året for grundlæggelsen af universitet i byen. Mødet opstod dog ikke ud af den blå luft. Der var et par tendenser i årene op til mødet, som havde en direkte indflydelse på, hvad indholdet af mødet blev. 
I 1997 afholdt Council of Europe (CoE) og UNESCO en fælles konference i Lissabon om udvikling af uddannelse i den europæiske region. På konferencen blev en erklæring vedtaget, der beskriver uddannelse som en menneskeret, og at videregående uddannelse er et vigtigt aktiv for både individet og samfundet. Deltagerne på konferencen besluttede, at man ville arbejde for øget mobilitet og anerkendelse af uddannelse inden for Den Europæiske Union.
Der er dog i de traktater, der ligger til grund for samarbejdet i Den Europæiske Union, en klar definition af uddannelse, som et område, der er nationalstaternes ansvar. For EU er det kun tilladt at lave understøttende og koordinerende tiltag. Derfor kunne den øget anerkendelse ikke udarbejdes som et direktiv i EU-sammenhænge.
I 1998 blev der afholdt et møde for alle undervisningsministre på det europæiske kontinent i forbindelse med Sorbonne Universitets 800-års jubilæum. På dette møde enes en lille gruppe bestående af Frankrig, Storbritannien, Italien og Tyskland om at arbejde for at danne et europæisk uddannelsesrum. Deres tanker blev nedskrevet i en erklæring, der i noget klarere og konkrete toner beskrev de tendenser og barrierer, der ligger for at skabe et europæisk uddannelsesrum. Erklæringen opfordrer medlemslandene i EU til at deltage i, sammen med de fire underskriverlande, at skabe grobund for disse tendenser, og at hjælpe med at nedbryde de barrierer, der er. Målet er at opbygge en fælles forståelsesramme for uddannelse, som så gerne skulle kunne understøtte mobiliteten.
Erklæringen lægger meget vægt på internationaliseringen. Den direkte opfordrer studerende og undervisere at tage et semester i hvert trin af deres uddannelse i et andet land. Det gennemgående træk i Sorbonneerklæringen er mobiliteten af de studerende og undervisere, men ordet "employability", altså det, at studerende har mulighed for at gå direkte videre i job, er også en del af erklæringen.

## Bologna
Reaktionerne på, at fire så store lande som repræsenterer en stor del af de studerende, der er i Europa ville gå sammen og lave et fælles rum for uddannelse, var forholdsvist store. Hvis de lande gik sammen, ville de kunne lave et system, der hurtigt ville kunne få indflydelse på, hvordan uddannelse i resten af EU skulle se ud. Dertil var det det første reelle forsøg på at løse den opgave man havde pålagt sig selv i Lissabon.
Da mødet i Bologna kom i 1999, var der et behov for at lave en større gruppe af lande, der ville løfte den opgave, som de fire havde sat sig for i 1998 og som alle CoE-lande var blevet enige om i Lissabon. Ved afslutningen af konferencen underskrev 31 (fra 29 lande) undervisningsministre derfor Bolognaerklæringen. Bolognaerklæringen er endnu mere konkret end Sorbonneerklæringen, men fokus for erklæringen blev ændret: Den fokuserer på de arbejdsmarkedspolitiske interesser i et gennemsigtigt uddannelsessystem. Der står således i erklæringen:
"It (Sorbonneerklæringen) emphasised the creation of the European area of higher education as a key way to promote citizens' mobility and employability and the Continent's overall development."
I Bolognaerklæringen er der beskrevet, hvordan man forventer at nå til målet om et europæisk uddannelsesrum. Erklæringen afsluttes med at indkalde til et møde to år senere, hvor processen skal vurderes igen, og hvor nye tiltag kan tilføjes.
I modsætning til Sorbonneerklæringen indeholder Bolognaerklæringen seks konkrete områder, der skal arbejdes indenfor. Disse er:
- Let læselige og let sammenlignelige karakterer.
  - Herunder er arbejdet omkring Diploma Supplement funderet.
- To cyklussystemer.
  - Bachelor-Master systemet, eller 3+2 modellen
- Fælles pointsystem.
  - ECTS-systemet og karakterskalaen.
- Mobilitet.
  - For studerende; adgang til relevante studier og praktikophold.
  - For undervisere, forskere og administrativt personale; anerkendelse af deres arbejde og uddannelsesmæssige baggrund.
- Europæisk samarbejde om kvalitetssikring.
  - Udarbejde sammenlignelige kriterier og metodikker for kvalitetssikring.
- Fremme den nødvendige Europæiske dimension i højere uddannelse.
  - Særligt i udformning af studieordninger, institutionssamarbejde, mobilitetsprogrammer og integreret programmer indenfor studie, praktik og forskning.

Generelt kan man sige, at Bolognaerklæringen i større grad forholder sig til hele studieforløb og i mindre grad til enkelte elementer i uddannelserne.

## Efter Bologna

### Prag
Det proklamerede møde to år senere blev afholdt i Prag i 2001 og resulterede i, at der dels blev føjet tre nye punkter til processen og dels, at man aftalte at mødes igen i 2003, for igen at vurdere processen og overveje, om nye tiltag skulle tilføjes. Dertil kom der en række nye underskrivere på, med det resultat at Bolognaprocessen derefter inkluderer over 33 lande.
De 3 nye punkter i processen er:
Pragkommunikeets 3 punkter:
- LifeLong Learning.
  - Livslang læring identificeres som et vigtigt element i fremtidens Europa. Der opfordres til at medlemslande udvikler strategier for anerkendelse af LLL.
  - Danmark tog i øvrigt så tidligt som i 1971 initiativ til introduktion af LLL i uddannelsessystemet. LLL blev beskrevet i rapporten "Planlægning og styring af undervisning og uddannelse" udgivet af Selskabet for Tekniske Uddannelsesspørgsmål (STUS) under Dansk Ingeniørforening.
  - AR
- Studenterdeltagelse i institutionerne.
  - Studerende beskrives som kompetente, aktive og konstruktive partnere i udformningen af et europæisk uddannelsesrum.
- Markedsføring af et Europæisk uddannelsesrum – globalt.
  - Enighed om vigtigheden af at kunne tiltrække studerende fra tredje lande.

Det andet punkt om studerendes deltagelse skyldes meget ESIBs meget aktive rolle i Bolognaarbejdet.
I forbindelse med markedsføringen af europæiske uddannelser, har man fokuseret på, at der skal laves en fælles kvalifikationsnøgle, der skal beskrive kvalifikationerne ved de forskellige afstigningstrin.
Tilsvarende Bolognaerklæringen blev det besluttet, at man skulle mødes to år senere, for igen at vurdere, hvor langt processen var nået, og hvordan man skulle komme videre.

### Berlin
Det næste møde blev afholdt i Berlin i 2003. Op til mødet var der lange diskussioner om, hvordan og hvorvidt det overhovedet var muligt at nå målet for processen, som var sat til 2010. Med et konstant øget antal lande inkluderet i processen, kom der hele tiden lande til, der skulle gennemgå vidtrækkende reformer for at kunne opfylde processens mål. Tyskland, der skulle være vært for mødet, var derfor interesseret i at lukke for at lade nye lande blive en del af processen. Men blandt andet Danmark, der i den periode havde haft formandskabet for EU arbejdede for, at man skulle holde processen åben. Resultatet blev, at der igen i Berlin kunne hilses velkommen til syv nye lande, hvorefter processen inkluderede 40 lande.
Mest overraskende var det nok, at Rusland blev inkluderet i processen. Med andre ord strækker Bolognaområdet sig efter Berlin fra Stillehavet til Atlanterhavet, og inkluderer ca. 30 millioner studerende.
Også mødet i Berlin tilføjede et par nye aktionslinjer til processen. Her var det Ph.d.-uddannelserne og et begreb, der kaldes "stocktaking".
- Ph.d.-uddannelserne:
  - Ph.d.-uddannelserne var faldet lidt imellem to stole i Europa. Bolognaprocessen arbejdede med uddannelse, og en parallel proces arbejdede med at skabe et europæisk forskningsrum. Det blev besluttet at inkludere Ph.d.-uddannelsen i Bolognaprocessen, da man mente, at det stadig var en del af uddannelsen.
- Stocktaking:
  - Som en reaktion på tyskernes arbejde for lukke for nye lande i processen, besluttede man, at man skulle forpligte sig i større grad til at gennemføre de tiltag der blev besluttet i processen i de enkelte lande.[8]

Berlinmødet aftalte også at man ville mødes igen i 2005. Denne gang skulle det være i Bergen i Norge. 

### Bergen
Mødet i Bergen blev i forhold til de tidligere møder mere roligt. Der kom ikke nye aktionslinjer til, men følgegruppen blev bedt om at se efter udviklinger i kvalitetssikringen, nationale kvalifikationsnøgler, udviklingen af joint deegrees (uddannelse, hvor to eller flere universiteter samarbejder om uddannelsesen) og endeligt udvilingen af mere fleksible uddannelsesforløb.
Dertil blev følgegruppen bedt om at se på, hvad der kunne gøres udover deadlinen i 2010, for at sikre den videre udvikling af EHEA. Endelig kom yderligere fem nye lande med i processen, hvilket bringer deltagelsen af lande op på 45.
Opfølgningsmødet blev planlagt til at være i London i 2007.

## Bolognaprocessens indflydelse i Danmark
Som beskrevet tidligere har de mest konkrete punkter af Bolognaprocessen fundet indpas i Danmark. 3+2+3-strukturen har videnskabsministeriet lagt sig meget fast på. Andre steder i Europa har man ikke i sammen grad ønsket at være så konsekvente. Norge, der lige har været igennem en universitetsreform på niveau med den danske, har bibeholdt et 5-årigt forløb på medicin-, teologi-, psykologi- og ingeniøruddannelserne.
Diploma-supplementet er indført i Danmark: Alle studerende, der dimitterer efter 1. september 2002 har krav på et sådan, når de afslutter deres uddannelse.
ECTS er indført mange steder som et pointsystem, der viser de forskellige uddannelseselementers prioritering og arbejdsbelastning på uddannelserne. Karaktersystemet, der er en del af ECTS har man i Danmark også hørt en del om, eftersom det indgik som grundlag for karakterkommissionens anbefalinger til et nyt karaktersystem.
Kvalitetssikring er et af de områder, der er blevet fokuseret massivt på siden Berlinmødet. I Danmark er akkreditering blevet en central del af kvalitetssikringen af uddannelser. På de mellemlange videregående uddannelser har EVA siden 2004 været i gang med akkrediteringer, og i 2007 blev Lov om Akkrediteringsinstitutionen for videregående uddannelser vedtaget, hvormed der blev skabt et akkrediteringsråd.